# Judeo-bereber
Judeo-bereber es un término colectivo dado a las variedades bereberes influidas por el idioma hebreo y habladas por algunos judíos de África del Norte, principalmente en algunas áreas de Marruecos (donde el idioma tashelhit es el principal idioma hablado). Actualmente, el judeo-bereber se habla principalmente en Israel. Su código de SIL es JBE. Hay aproximadamente 2.000 hablantes que también hablan judeoárabe.